# Admet
Admet (gr. Ἄδμητος Ádmētos, łac. Admetus) – postać z mitologii greckiej, syn Feresa i Klimeny, który panował w Tesalii jako król miasta Feraj. Był uczestnikiem wyprawy Argonautów oraz słynnego polowania na dzika kalidońskiego.
W mitologii greckiej opisany jest jako gospodarz, na którego dworze przez dziewięć lat musiał spędzić Apollo, uwięziony tam przez Zeusa za zabicie Cyklopa i służyć jako pasterz-niewolnik.

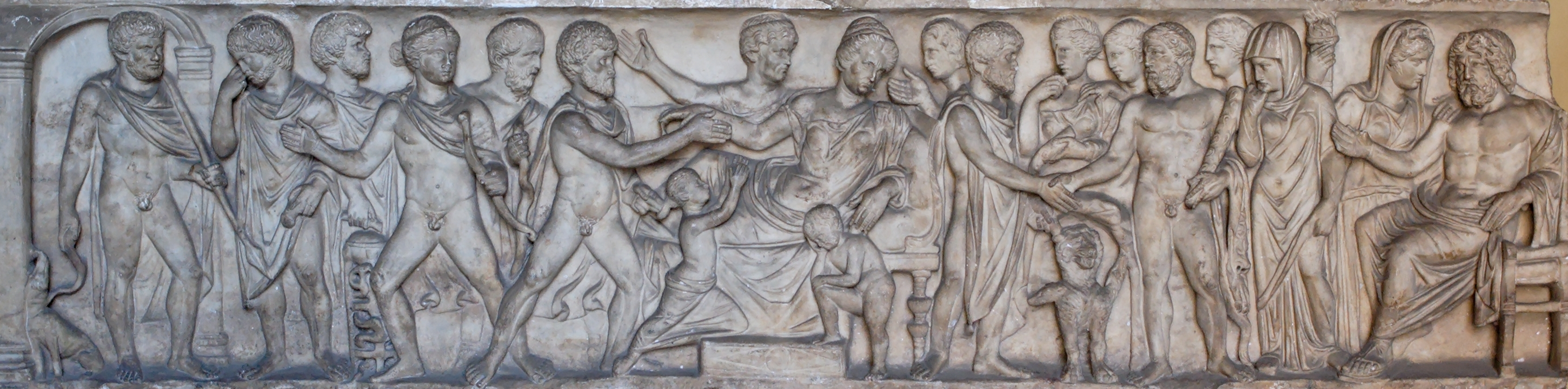
Admet i Alkestis (scena z sarkofagu)

Gospodarz okazywał boskiemu pasterzowi wiele względów, co mu się później sowicie opłaciło. Admet poprosił o rękę Alkestis, córki króla Jolkosu – Peliasa, który jednakże wyznaczył warunek, by ten przyjechał wozem zaprzężonym w lwa i dzika. Apollo pomógł Admetowi wytresować zwierzęta, co umożliwiło mu spełnienie warunku i zawarcie upragnionego małżeństwa. W dzień ślubu Admet zapomniał złożyć ofiarę Artemidzie, która w akcie zemsty wysłała węże do ich małżeńskiej sypialni, jednak Apollo uratował małżonków przed pewną śmiercią. Następnie uzyskał również przyrzeczenie od Mojr, że jego życie zostanie przedłużone, jeśli w wyznaczonej godzinie ktoś z jego rodziny zgodzi się umrzeć za niego. Jedyną osobą, która zgodziła się na to bez wahania, była Alkestis. Dobrowolnie zeszła do grobu, a w uznaniu jej poświęcenia Herakles przywrócił ją do życia (według innej wersji mitu była to wzruszona jej poświęceniem Persefona).
Historia wybawienia Admeta przez żonę została opowiedziana również przez Ranieriego de’ Calzabigi i Christopha Willibalda Glucka w operze Alcesta, jak też przez Georga Friedricha Händla w operze Admeto (HWV 22).